# Красних Олександр Володимирович
Красних Олександр Володимирович (19 червня 1995) — російський плавець.
Учасник Олімпійських Ігор 2016 року.
Призер Чемпіонату світу з водних видів спорту 2017, 2019 років.
Чемпіон світу з плавання на короткій воді 2016 року, призер 2014, 2018 років.
Чемпіон Європи з водних видів спорту 2020 року, призер 2014 року.
Чемпіон Європи з плавання на короткій воді 2017 року.